# 戀愛播放列表 (第四季)
《戀愛播放列表（第四季）》（韓語：연애플레이리스트 시즌4），為韓國於2019年6月22日至2019年8月14日通過NAVER TV、V LIVE播出的網路劇。本劇講述大學生和20代之間的愛情。

## 演員陣容

### 主要人物
| 演員   | 角色   | 簡介 |
| 金亨錫 | 李賢勝 | 西延大學 企管系16級。藍天的室友。 經歷過和智媛分手的9個月後得到了領悟，現在成為了完美的女友狂。                  |
| 鄭信惠 | 鄭智媛 | 西延大學 企管系17級。和賢勝是第3年CC（校園戀愛）中。 雖然通常會管賢勝，但賢勝看起來疲累時偶爾也會輸的戀愛百段。  |
| 李宥珍 | 韓在仁 | 西延大學 視覺設計系16級。 不知不覺已經忙著在準備畢業展覽會，在通識課中遇見了復學的前男友姜潤。                   |
| 朴柾佑 | 姜潤   | 西延大學 化學工程系17級。軍隊退伍後復學。 多虧暖暖的外貌和幹練的風格，經常被誤認為新生。在軍隊和前女友在仁分手。 |
| 金賽綸 | 徐智敏 | 西延大學 經濟系19級。啦啦隊中心人物。 復讀生。正在尋找過去入學考試時幫了自己的男生。                             |
| 裴賢聖 | 朴藍天 | 西延大學 企管系18級。 雖然話少又認生，但認識後是帥瘋（長得帥的瘋子），對女性朋友蔚藍的心分不清是友情還是愛情。   |
| 朴時安 | 鄭蔚藍 | 西延大學 新聞廣播學系18級。 獨步性比格美的擁有者，大學生活和想像的不同，正在經歷大二病。                         |
| 任輝真 | 郭俊模 | 西延大學 企管系16級。音樂社「音音音」會長。                                                                      |
| 文孝元 | 金都英 | 西延大學 英文系17級。俊模的女友。休學後在學校附近打工。                                                          |
| 崔希勝 | 金珉宇 | 西延大學 企管系16級。和賢勝、俊模、在仁是至親的關係。                                                            |
| 鄭俊煥 | 金洙燦 | 西延大學 心理學系18級。啦啦隊隊員，開朗、社交能力很好。                                                          |
| Jea    | 教授   | 以大學版 Heart Signal有名的西延大學通識課「現代社會之愛」的教授。                                                |

## 各集標題
| 集數 （季）                        | 標題 | 上線日期      |
| ---------------------------------- | --- | ------------- |
| 蔚藍TV戀愛播放列表（3.5季）- 1     | 最近的大學生怎樣選課（副題：연플리孩子近況） 요즘 대딩들이 수강신청 하는 법 (부제 : 연플리 애들 근황)      | 2019年3月1日  |
| 蔚藍TV戀愛播放列表（3.5季）- 2     | 수업시간에 썸만 타도 A+이라고? (부제 : 무조건 썸 생긴다는 수업 들어보았다.)                                | 2019年3月5日  |
| 特輯戀愛播放列表（3.5季）- 3       | 남친이랑 홍콩 여행갔다가 빡침 (부제 : 남자친구랑 여행가면 벌어지는 일)                                     | 2019年3月8日  |
| 1                                  | 與前男友相遇的最糟糕情況 전남친과 마주치는 최악의 시나리오 (부제 : 전남친이 복학했다)                      | 2019年6月22日 |
| 2                                  | 隱藏感情的情況下暗戀某人的方法 짝사랑 숨기면서 짝사랑하는 법 (부제 : 절친을 짝사랑하면 생기는 일)          | 2019年6月26日 |
| 3                                  | 確認自己是否還留戀著前男友的方法 전애인에게 미련 남았는지 알아보는 법 (부제 : 내가 미팅에 미친 이유)       | 2019年6月29日 |
| 特輯                               | 여자들이 무조건 반응하는 남친멘트 (부제 : 신경 쓰이는 남자가 생겼다)                                       | 2019年7月1日  |
| 蔚藍TV戀愛播放列表（第四季）－特輯 | 最近韓國大學生流行的社交達人測試 요즘 대학생들 인싸템 모음.zip (부제 : 후배에게 가방을 털렸다)             | 2019年7月2日  |
| 4                                  | 當聯誼時出現了我喜歡的男生 미팅에 마음에 드는 남자 나왔을 때 (부제 : 미팅에서 이상형을 만났다)             | 2019年7月3日  |
| 5                                  | 男生對待女友小腹的正確反應 여친 뱃살을 대하는 남친의 바람직한 멘트 (부제 : 오래 만나는 커플 특징)          | 2019年7月6日  |
| 6                                  | 人會迅速墜入愛河都是有原因的 금사빠한테도 이유가 있다 (부제 : 애인 있는지 왜 궁금한데)                     | 2019年7月10日 |
| 7                                  | 我和前男友一起參加了四人約會 전남친 커플과 더블데이트를 했다 (부제 : 전남친과 데이트했다)                  | 2019年7月13日 |
| 8                                  | 繼續像傻瓜一樣單戀的原因 거지 같은 짝사랑 그래도 계속 하는 이유 (부제 : 같은 남자에게 또 반했다)           | 2019年7月17日 |
| 9                                  | 考試週令人煩躁的原因 시험기간이 시X기간인 이유 (부제 : 술마시다가 시비 붙었다)                             | 2019年7月20日 |
| 10                                 | 被信任的朋友暗中刺傷了 믿었던 친구한테 뒤통수 맞았다 (부제 : 가짜 친구 거르는 법)                          | 2019年7月24日 |
| 11                                 | 喝醉後在喜歡的人面前失態的故事 술 먹고 좋아하는 사람한테 진상부린 썰 (부제 : 숨겨왔던 짝사랑을 들켜버렸다) | 2019年7月27日 |
| 12                                 | 大學生決定輟學的過程 + 蔚藍TV 대학생이 자퇴를 결심하게 되는 과정 + 정풂TV (부제 : 내 절친끼리 썸 탄다고?)  | 2019年7月31日 |
| 特輯                               | 자취러들 빡치는 순간 (부제 : 우리의 동거가 위험해진 이유)                                                  | 2019年8月1日  |
| 13                                 | 和前男友度過了一天 전남친과 하루를 보냈다 (부제 : 전여친과 단둘이 술 마셨다)                               | 2019年8月3日  |
| 14                                 | 去軍隊前的情侶特徵 군대 가기 전 커플 특징 (부제 : 짝남이 내 친구를 좋아한다)                               | 2019年8月7日  |
| 15                                 | 對你最喜歡的人誠實的理由 좋아하는 사람에게 솔직해야 하는 이유 (부제 : 남자가 고백을 결심하는 순간)         | 2019年8月10日 |
| 16                                 | 直接告白的完美典範 직진고백의 완벽한 예 (부제 : 세상 설레는 직진 고백)                                     | 2019年8月14日 |

## 原聲帶

### 第四季（2019）
- Part.1（發行日期：2019年7月9日）

| 曲序 | 曲目                         | 演唱    | 时长 |
| ---- | ---------------------------- | ------- | ---- |
| 1.   | Be My Love（누가 봐도 우린） | EXO-CBX | 3:35 |
| 2.   | Be My Love（Inst.）          |         | 3:35 |

- Part.2（發行日期：2019年7月30日）

| 曲序 | 曲目            | 演唱  | 时长 |
| ---- | --------------- | ----- | ---- |
| 1.   | Hibye（안녕?!） | SURAN | 3:19 |
| 2.   | Hibye（Inst.）  |       | 3:19 |

## 外部連結
- 戀愛播放列表的Facebook專頁 
- 戀愛播放列表（第四季） V LIVE 
- 戀愛播放列表（第四季） （页面存档备份，存于） NAVER TV 
- 戀愛播放列表（第四季） YouTube 